# Kemenespálfa
Kemenespálfa is een plaats (község) en gemeente in het Hongaarse comitaat Vas. Kemenespálfa telt 478 inwoners (2001).

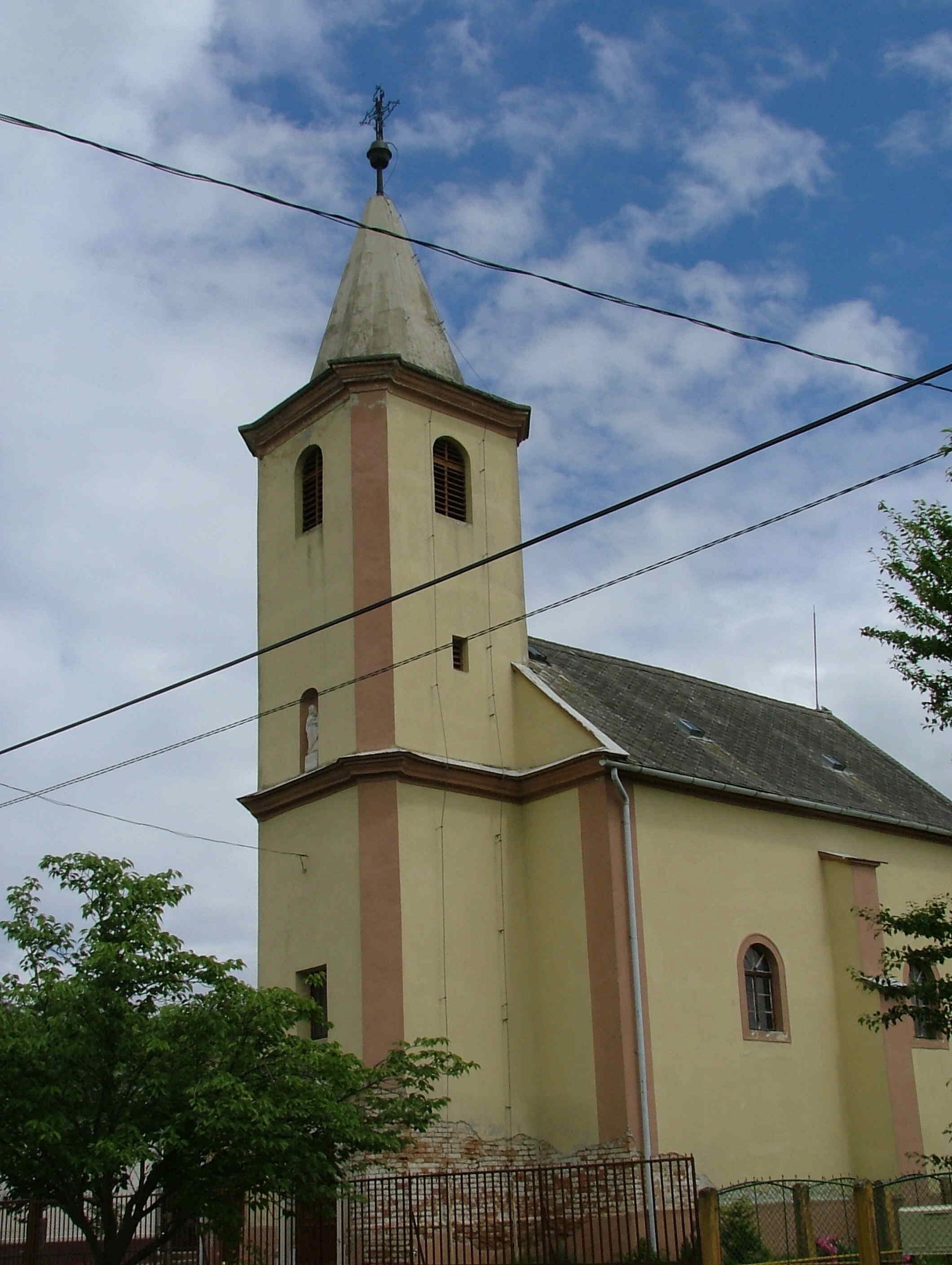
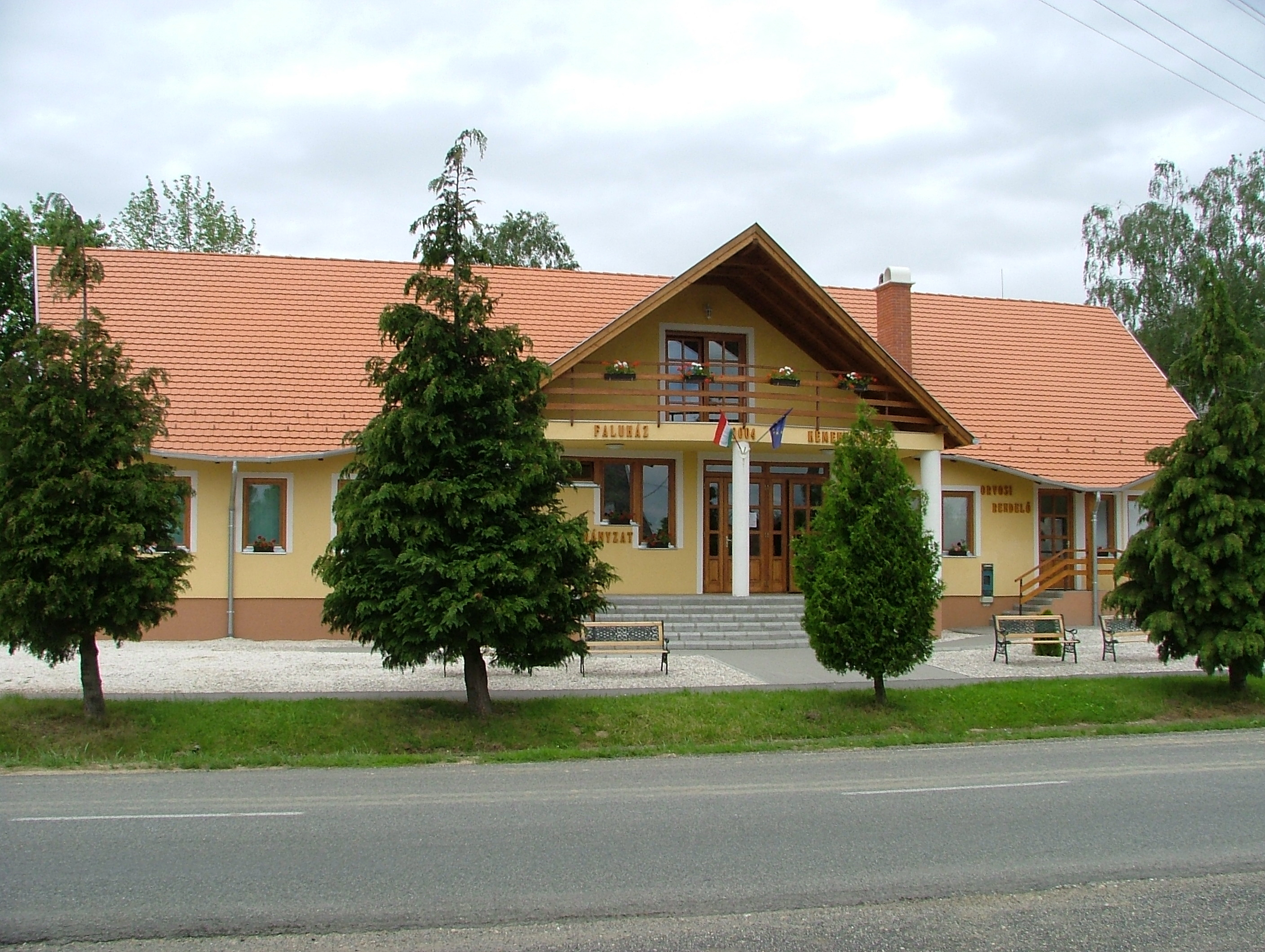
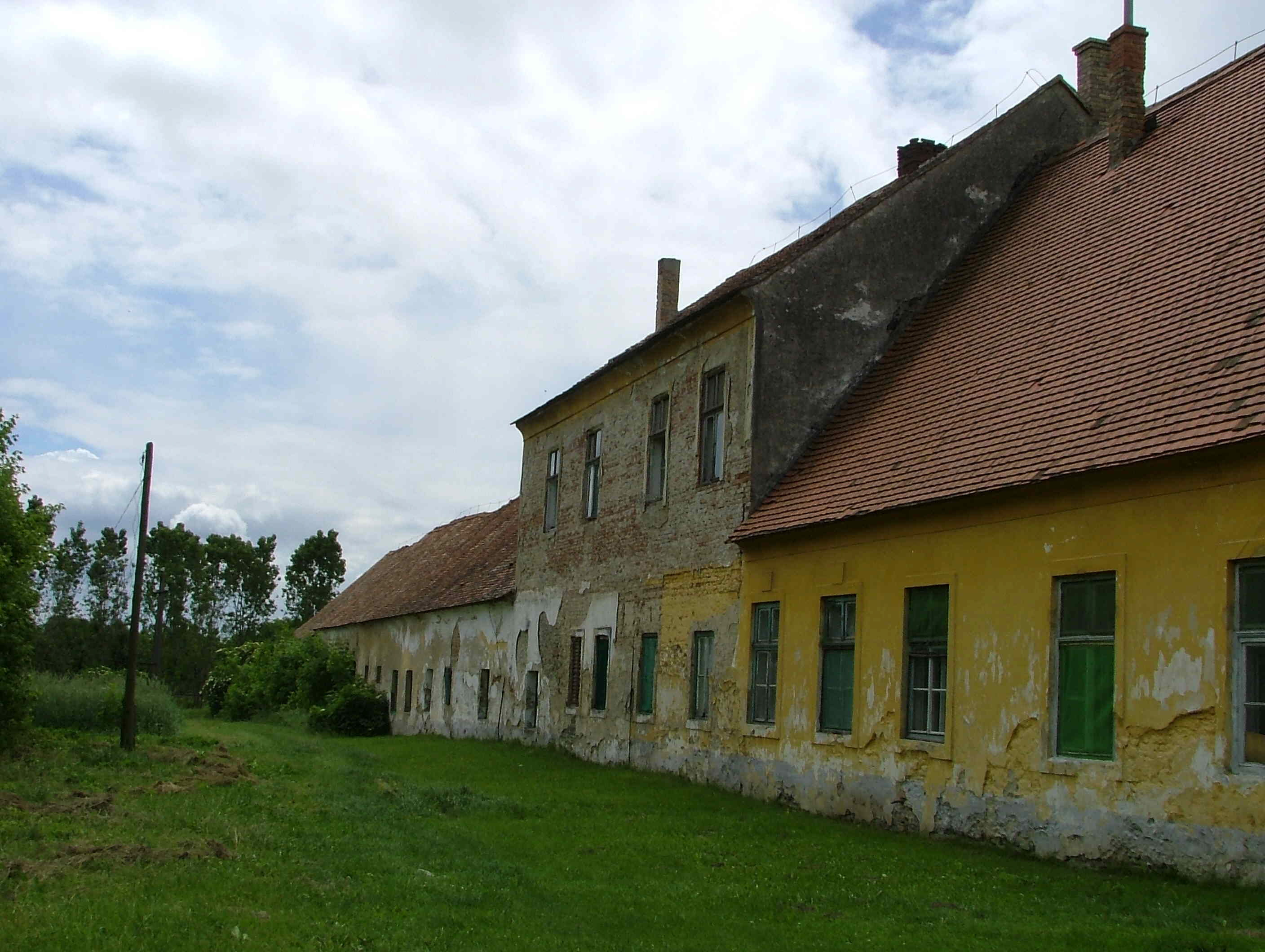
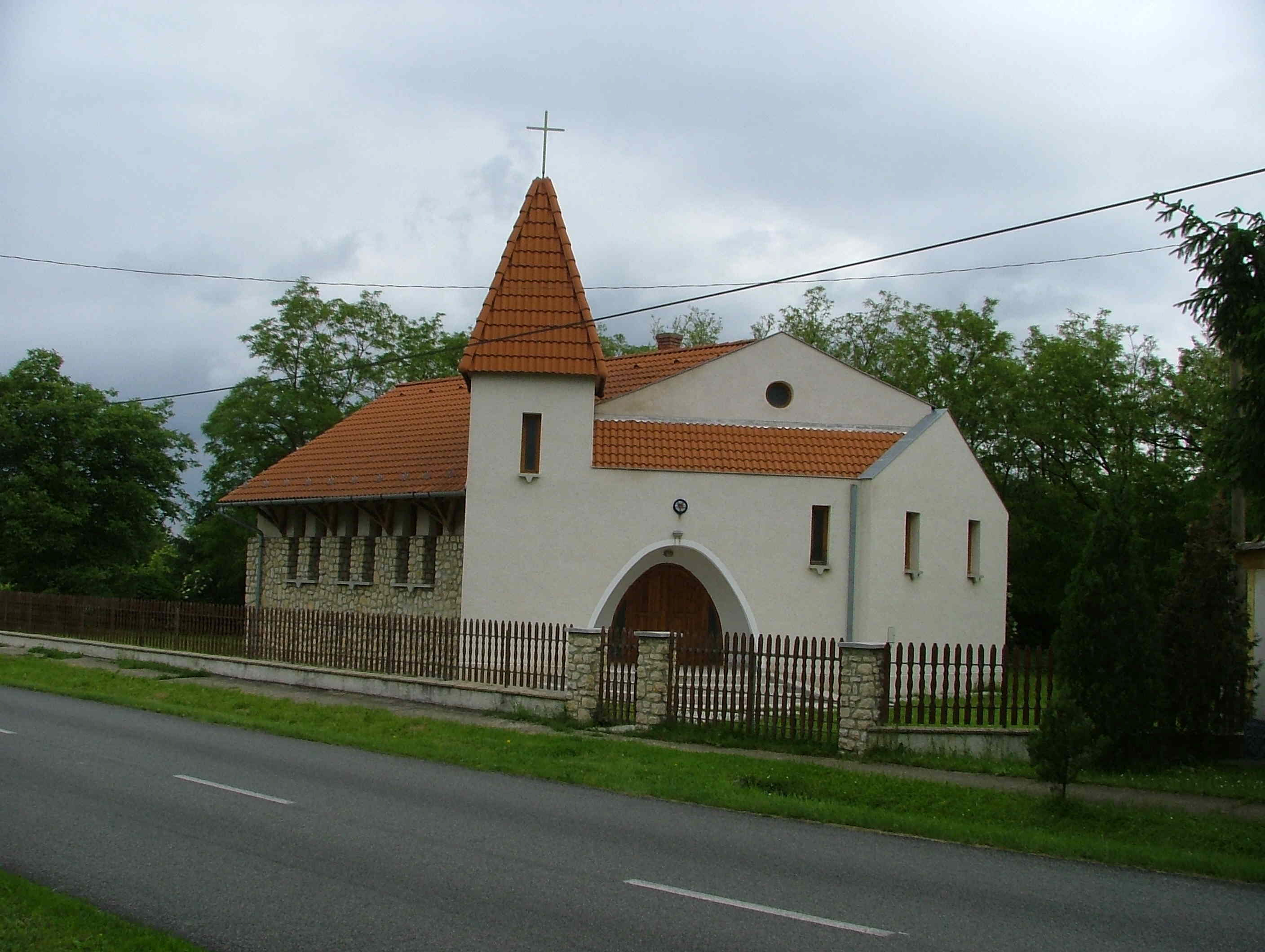